# Liga Premier de Israel 2020-21
La Ligat ha'Al 2020-21 o también conocida como Liga de la Bolsa de Tel Aviv por razones de patrocinio, fue la vigésima segunda temporada desde su introducción en 1999 y la temporada 79.ª de fútbol de primer nivel en Israel. Comenzó el 29 de agosto de 2020 y terminó el 30 de mayo de 2021.
Maccabi Tel Aviv fue el defensor del título luego de coronarse campeón la temporada pasada, consiguiendo el vigésimo tercer título de liga de su historia y segundo consecutivo.

## Formato de competencia
La primera fase del campeonato consistió en un torneo de todos contra todos entre los 14 equipos a dos vueltas (local y visitante) para un total de 26 partidos para cada equipo.
En la segunda fase del campeonato, los equipos fueron divididos de acuerdo a su posición al término de la primera fase, los 6 equipos mejor clasificados accedieron a la ronda de campeonato donde jugaron todos contra todos a partidos de ida y vuelta para un total de 10 partidos por cada equipo. El equipo con más puntos fue el campeón y calificó para participar en la segunda ronda previa de la Liga de Campeones de la UEFA 2021-22. El subcampeón y tercer lugar calificaron para la primera ronda previa de la Liga Europa de la UEFA 2021-22. Un tercer cupo para la Liga Europa de la UEFA 2021-22 fue otorgado al campeón de la Copa de Israel comenzando en la primera ronda previa.
Los 8 equipos restantes jugaron la ronda de descenso en sistema de todos contra todos a un solo partido, para un total de 7 partidos para cada equipo.
Los equipos que terminaron en penúltimo y último lugar descendieron a la Liga Leumit para la temporada 2021-22.

## Ascensos y descensos
Hapoel Ra'anana descendió luego de 7 temporadas en la Liga Premier y Sektzia Nes Tziona descendió luego de solo una temporada. Por otro lado Maccabi Petah-Tikvah vuelve a la Liga Premier después de solo 1 año en la segunda división igualmente el Bnei Sakhnin
| Pos. | de Liga Premier de Israel 2019-20 |
| ---- | --------------------------------- |
| 13.º | Sektzia Nes Tziona                |
| 14.º | Hapoel Ra'anana                   |

| Pos. | de Liga Leumit (fútbol) 2019-20 |
| ---- | ------------------------------- |
| 1.º  | Maccabi Petah-Tikvah            |
| 2.º  | Bnei Sakhnin                    |

## Equipos participantes
| Club                 | Ciudad         | Estadio               | Capacidad |
| -------------------- | -------------- | --------------------- | --------- |
| Ashdod               | Asdod          | Yud-Alef Stadium      | 7.800     |
| Beitar Jerusalem     | Jerusalén      | Teddy Stadium         | 31.733    |
| Bnei Sakhnin         | Sajnin         | Doha Stadium          | 8.500     |
| Bnei Yehuda          | Tel Aviv       | Bloomfield Stadium    | 29.400    |
| Hapoel Be'er Sheva   | Beerseba       | Turner Stadium        | 16.126    |
| Hapoel Hadera        | Hadera         | Estadio de Netanya    | 13.610    |
| Hapoel Haifa         | Haifa          | Sammy Ofer Stadium    | 30.942    |
| Hapoel Kfar Saba     | Kfar Saba      | Estadio HaMoshava     | 11.500    |
| Hapoel Tel Aviv      | Tel Aviv       | Bloomfield Stadium    | 29.400    |
| Ironi Kiryat Shmona  | Kiryat Shemona | Kiryat Shmona Stadium | 5.300     |
| Maccabi Haifa        | Haifa          | Sammy Ofer Stadium    | 30.942    |
| Maccabi Netanya      | Netanya        | Estadio de Netanya    | 13.610    |
| Maccabi Petah-Tikvah | Petaj Tikva    | Estadio HaMoshava     | 11.500    |
| Maccabi Tel Aviv     | Tel Aviv       | Bloomfield Stadium    | 29.400    |

## Temporada regular

### Clasificación
| Pos. | Equipo              | Pts. | PJ | G  | E  | P  | GF | GC | Dif. | Clasificación 2020–21    |
| ---- | ------------------- | ---- | -- | -- | -- | -- | -- | -- | ---- | ------------------------ |
| 1    | Maccabi Haifa       | 59   | 26 | 19 | 2  | 5  | 52 | 20 | +32  | Ronda por el campeonato  |
| 2    | Maccabi Tel Aviv    | 58   | 26 | 17 | 7  | 2  | 48 | 21 | +27  | Ronda por el campeonato  |
| 3    | Ashdod              | 43   | 26 | 13 | 4  | 9  | 37 | 25 | +12  | Ronda por el campeonato  |
| 4    | Ironi Kiryat Shmona | 38   | 26 | 11 | 5  | 10 | 26 | 28 | −2   | Ronda por el campeonato  |
| 5    | Hapoel Be'er Sheva  | 37   | 26 | 9  | 10 | 7  | 31 | 29 | +2   | Ronda por el campeonato  |
| 6    | Maccabi Petah Tikva | 37   | 26 | 11 | 4  | 11 | 24 | 23 | +1   | Ronda por el campeonato  |
| 7    | Maccabi Netanya     | 34   | 26 | 9  | 7  | 10 | 35 | 30 | +5   | Ronda por la permanencia |
| 8    | Beitar Jerusalem    | 32   | 26 | 8  | 8  | 10 | 31 | 32 | −1   | Ronda por la permanencia |
| 9    | Hapoel Hadera       | 32   | 26 | 8  | 8  | 10 | 26 | 28 | −2   | Ronda por la permanencia |
| 10   | Hapoel Haifa        | 30   | 26 | 7  | 9  | 10 | 30 | 37 | −7   | Ronda por la permanencia |
| 11   | Bnei Sakhnin        | 29   | 26 | 8  | 5  | 13 | 15 | 36 | −21  | Ronda por la permanencia |
| 12   | Hapoel Tel Aviv     | 27   | 26 | 6  | 9  | 11 | 17 | 28 | −11  | Ronda por la permanencia |
| 13   | Hapoel Kfar Saba    | 23   | 26 | 6  | 5  | 15 | 19 | 33 | −14  | Ronda por la permanencia |
| 14   | Bnei Yehuda         | 22   | 26 | 5  | 7  | 14 | 15 | 36 | −21  | Ronda por la permanencia |

Actualizado a los partidos jugados el 22 de marzo de 2021.
 Fuente: Ligat ha’Al, Soccerway

### Tabla de resultados cruzados
| Local \ Visitante   | ASH | BEI | BNS | BNY | HBS | HHD | HHA | HKS | HTA | IRO | MHA | MNE | MPT | MTA |
| ------------------- | --- | --- | --- | --- | --- | --- | --- | --- | --- | --- | --- | --- | --- | --- |
| Ashdod              | —   | 2–0 | 0–0 | 4–0 | 2–0 | 1–1 | 0–1 | 2–0 | 2–1 | 0–2 | 1–0 | 4–0 | 1–0 | 3–2 |
| Beitar Jerusalem    | 1–2 | —   | 2–3 | 1–1 | 1–2 | 4–0 | 3–3 | 2–1 | 0–1 | 1–0 | 0–3 | 1–1 | 1–2 | 0–0 |
| Bnei Sakhnin        | 1–0 | 0–0 | —   | 0–3 | 1–0 | 0–2 | 0–1 | 0–1 | 0–1 | 0–2 | 0–3 | 0–1 | 1–0 | 1–2 |
| Bnei Yehuda         | 1–0 | 1–0 | 1–1 | —   | 0–2 | 0–3 | 0–2 | 1–3 | 1–0 | 1–0 | 0–2 | 1–1 | 0–1 | 2–2 |
| Hapoel Be'er Sheva  | 0–3 | 1–1 | 2–2 | 2–0 | —   | 1–0 | 2–2 | 0–0 | 0–1 | 2–1 | 1–1 | 3–2 | 1–2 | 0–1 |
| Hapoel Hadera       | 1–1 | 0–4 | 4–0 | 0–0 | 2–2 | —   | 3–1 | 1–1 | 1–1 | 0–1 | 1–2 | 2–1 | 1–0 | 0–1 |
| Hapoel Haifa        | 2–2 | 0–1 | 0–2 | 2–1 | 2–2 | 0–0 | —   | 2–1 | 2–0 | 0–2 | 2–1 | 0–0 | 1–2 | 0–2 |
| Hapoel Kfar Saba    | 0–1 | 1–1 | 0–1 | 3–1 | 0–1 | 0–1 | 0–0 | —   | 2–1 | 0–1 | 3–2 | 0–1 | 2–0 | 0–1 |
| Hapoel Tel Aviv     | 0–2 | 1–1 | 0–1 | 0–0 | 0–3 | 1–0 | 2–2 | 1–1 | —   | 1–1 | 1–2 | 0–0 | 0–0 | 0–4 |
| Ironi Kiryat Shmona | 2–1 | 0–2 | 0–1 | 2–0 | 2–2 | 1–1 | 1–1 | 1–0 | 1–0 | —   | 0–3 | 1–4 | 2–1 | 0–2 |
| Maccabi Haifa       | 2–1 | 2–0 | 3–0 | 3–0 | 3–1 | 1–0 | 2–0 | 3–0 | 1–0 | 4–2 | —   | 2–0 | 0–2 | 2–2 |
| Maccabi Netanya     | 3–0 | 1–2 | 7–0 | 1–0 | 0–1 | 0–1 | 2–1 | 3–0 | 0–1 | 0–0 | 0–2 | —   | 3–2 | 1–3 |
| Maccabi Petah Tikva | 2–1 | 0–1 | 0–0 | 1–0 | 0–0 | 1–0 | 2–0 | 2–0 | 0–2 | 0–1 | 1–2 | 1–1 | —   | 0–1 |
| Maccabi Tel Aviv    | 3–1 | 4–1 | 1–0 | 0–0 | 0–0 | 3–1 | 4–3 | 3–0 | 1–1 | 1–0 | 2–1 | 2–2 | 1–2 | —   |

## Ronda por el campeonato

### Clasificación
| Pos. | Equipo              | Pts. | PJ | G  | E  | P  | GF | GC | Dif. | Clasificación 2021–22                       |
| ---- | ------------------- | ---- | -- | -- | -- | -- | -- | -- | ---- | ------------------------------------------- |
| 1    | Maccabi Haifa (C)   | 79   | 36 | 24 | 7  | 5  | 72 | 29 | +43  | Primera ronda de la Liga de Campeones       |
| 2    | Maccabi Tel Aviv    | 75   | 36 | 21 | 12 | 3  | 65 | 33 | +32  | Segunda ronda de la Liga Europa Conferencia |
| 3    | Ashdod              | 54   | 36 | 15 | 9  | 12 | 48 | 39 | +9   | Segunda ronda de la Liga Europa Conferencia |
| 4    | Hapoel Be'er Sheva  | 48   | 36 | 11 | 15 | 10 | 45 | 43 | +2   | Segunda ronda de la Liga Europa Conferencia |
| 5    | Maccabi Petah Tikva | 46   | 36 | 13 | 7  | 16 | 32 | 38 | −6   |                                             |
| 6    | Ironi Kiryat Shmona | 46   | 36 | 12 | 10 | 14 | 37 | 45 | −8   |                                             |

 Fuente: Soccerway

### Tabla de resultados cruzados
| Local \ Visitante   | ASH | HBS | IRO | MHA | MPT | MTA |
| ------------------- | --- | --- | --- | --- | --- | --- |
| Ashdod              | —   | 2–0 | 1–1 | 0–3 | 0–0 | 1–2 |
| Hapoel Be'er Sheva  | 1–2 | —   | 3–2 | 1–1 | 2–0 | 1–1 |
| Ironi Kiryat Shmona | 1–1 | 1–1 | —   | 1–1 | 1–2 | 2–0 |
| Maccabi Haifa       | 2–0 | 3–2 | 4–0 | —   | 1–1 | 1–1 |
| Maccabi Petah Tikva | 1–3 | 0–0 | 2–0 | 1–2 | —   | 0–3 |
| Maccabi Tel Aviv    | 1–1 | 2–1 | 2–2 | 2–2 | 3–1 | —   |

## Ronda por el descenso

### Clasificación
| Pos. | Equipo               | Pts. | PJ | G  | E  | P  | GF | GC | Dif. | Descenso 2021–22               |
| ---- | -------------------- | ---- | -- | -- | -- | -- | -- | -- | ---- | ------------------------------ |
| 1    | Maccabi Netanya      | 48   | 33 | 13 | 9  | 11 | 43 | 34 | +9   |                                |
| 2    | Hapoel Hadera        | 48   | 33 | 13 | 9  | 11 | 40 | 34 | +6   |                                |
| 3    | Hapoel Haifa         | 42   | 33 | 11 | 9  | 13 | 40 | 48 | −8   |                                |
| 4    | Beitar Jerusalem     | 40   | 33 | 10 | 10 | 13 | 40 | 43 | −3   |                                |
| 5    | Hapoel Tel Aviv      | 38   | 33 | 9  | 11 | 13 | 24 | 35 | −11  |                                |
| 6    | Bnei Sakhnin         | 34   | 33 | 9  | 7  | 17 | 22 | 45 | −23  |                                |
| 7    | Bnei Yehuda (D)      | 33   | 33 | 8  | 9  | 16 | 27 | 46 | −19  | Descenso a Liga Leumit 2021-22 |
| 8    | Hapoel Kfar Saba (D) | 24   | 33 | 6  | 6  | 21 | 26 | 49 | −23  | Descenso a Liga Leumit 2021-22 |

 Fuente: Soccerway

### Tabla de resultados cruzados
| Local \ Visitante | BEI | BNS | BNY | HHD | HHA | HKS | HTA | MNE |
| ----------------- | --- | --- | --- | --- | --- | --- | --- | --- |
| Beitar Jerusalem  | —   | 3–1 | 2–2 | 0–3 | —   | 3–1 | —   | —   |
| Bnei Sakhnin      | —   | —   | 1–1 | —   | —   | 3–0 | 2–3 | —   |
| Bnei Yehuda       | —   | —   | —   | 2–3 | —   | —   | 1–0 | 1–2 |
| Hapoel Hadera     | —   | 1–0 | —   | —   | 3–0 | —   | —   | 2–2 |
| Hapoel Haifa      | 3–1 | 1–0 | 1–3 | —   | —   | 3–2 | 0–1 | —   |
| Hapoel Kfar Saba  | —   | —   | 1–2 | 1–2 | —   | —   | —   | 0–1 |
| Hapoel Tel Aviv   | 0–0 | —   | —   | —   | 0–2 | 2–2 | —   | —   |
| Maccabi Netanya   | 1–0 | 0–0 | —   | —   | 2–0 | —   | 0–1 | —   |